# Rainbow Bridge (album)
Rainbow Bridge – wydany pośmiertnie album Jimiego Hendriksa, który ukazał się w październiku 1971 roku. Jest drugą studyjną kompilacją wydaną po jego śmierci, wyprodukowaną i zmiksowaną przez Eddiego Kramera, Mitcha Mitchella i Johna Jansena.

## Lista utworów
Autorem wszystkich utworów oprócz Star Spangled Banner jest Jimi Hendrix.
| Strona A | Strona A               | Strona A |
| Nr       | Tytuł utworu           | Długość  |
| -------- | ---------------------- | -------- |
| 1.       | „Dolly Dagger”         | 4:44     |
| 2.       | „Earth Blues”          | 4:21     |
| 3.       | „Pali Gap”             | 5:08     |
| 4.       | „Room Full of Mirrors” | 3:21     |
| 5.       | „Star Spangled Banner” |          |
|          |                        | 17:34    |

| Strona B | Strona B                        | Strona B |
| Nr       | Tytuł utworu                    | Długość  |
| -------- | ------------------------------- | -------- |
| 1.       | „Look Over Yonder”              | 3:25     |
| 2.       | „Hear My Train a Comin’ (live)” | 11:25    |
| 3.       | „Hey Baby (New Rising Sun)”     | 6:04     |
|          |                                 | 20:54    |

## Artyści nagrywający płytę
- Jimi Hendrix – gitara, śpiew,
- Mitch Mitchell – perkusja
- Billy Cox – gitara basowa
- Juma Sultan – instrumenty perkusyjne – A1, A3, B3
- Arthur Allen – śpiew towarzyszący – A1
- Albert Allen – śpiew towarzyszący – A1
- Buddy Miles – perkusja – A4, śpiew towarzyszący – A2, A4
- The Ronettes – śpiew towarzyszący – A2
- Noel Redding – gitara basowa – B1

## Daty nagrań poszczególnych utworów
- Dolly Dagger – nagrywany 1, 15, 19, 20 lipca, 14, 18, 20, 24 sierpnia,  zmiksowany przez Hendriksa i Kramera 24 sierpnia (1970)
- Earth Blues – nagrywany 19 grudnia 1969, 20 stycznia 1970, 26 czerwca 1970, zmiksowany przez Kramera i Jansena 12 maja 1971
- Pali Gap – nagrywany 1 lipca 1970, zmiksowany przez Kramera i Jansena 12 maja 1971
- Room Full of Mirrors – nagrywany 17 listopada 1969, w czerwcu i lipcu, 20 sierpnia, zmiksowany przez Hendriksa i Kramera 20 sierpnia (1970)
- Star Spangled Banner – nagrywany 18 marca 1969, zmiksowany przez Kramera w lutym 1971
- Look Over Yonder – nagrywany 22 października 1968, zmiksowany przez Kramera i Jansena 11 maja 1971
- Hear My Train a Comin’ – utwór zarejestrowany na żywo podczas pierwszego występu w Berkeley Commmunity Theatre z dnia 30 maja 1970 roku
- Hey Baby (New Rising Sun) – nagrywany 1 lipca 1970, zmiksowany przez Kramera i Jansena 12 maja 1971